# Waiohine River
Der Waiohine River ist ein Fluss in der Region Wellington auf der Nordinsel von Neuseeland.

## Geographie
Der Waiohine River entspringt westlich des 1546 m hohen Girdlestone am östlichen Ende der Dorset Ridge, die Teil der Tararua Range sind. Von dort aus fließt der Fluss durch die Berglandschaft bevorzugt in südliche Richtung, bis er rund 6 km nordwestliche von Greytown und rund 9 km westlich von Carterton in eine rund 12 km breite Ebene hinaustritt und rund 4 km südöstlich von Greytown, die Stadt in einem Abstand von bis zu 3,5 km umfließend, in den Ruamahanga River mündet.
Rund 4 km nordwestlich von Greytown kreuzt die Bahnstrecke Wellington–Woodville den Waiohine River und gut auf halber Strecke zwischen Greytown und Carterton überquert der New Zealand State Highway 2 den Fluss.